# Christian Bauer (Bürgermeister)
Christian Bauer war ein deutscher Kommunalpolitiker.

## Werdegang
Bauer wurde 1945, nach Ende des Zweiten Weltkriegs, von der amerikanischen Militärregierung als Bürgermeister der niederbayerischen Gemeinde Klingenbrunn eingesetzt und amtierte bis 1947.
1946 war er Mitglied im Beratenden Landesausschuss des Freistaats Bayern und nahm an dessen drei – meist mehrtägigen – Tagungsperioden in den Monaten Februar, April und Juni teil.